# Bagoas
Bagoas, pers. Bagoi (ur. ?, zm. 336 p.n.e.) zw. Starszym – eunuch na dworze Achemenidów. Dokonał swoimi intrygami zmian na tronie perskim.
Odpowiedzialny za otrucie Artakserksesa III i Arsesa, przyczynił się do objęcia tronu przez Dariusza III. Rzezaniec liczył, że po osadzeniu go na tronie zdobędzie wpływ na politykę państwa. Ale Dariusz uniezależnił się od wpływowego wezyra i jedną z decyzji nowego króla był rozkaz wypicia przez Bagoasa wina z trucizną.